# Ramūnas Navardauskas
Ramūnas Navardauskas, né le 30 janvier 1988 à Šilalė, est un coureur cycliste lituanien, professionnel entre 2011 et 2020. Il remporte à quatre reprises le championnat de Lituanie sur route (2007, 2011, 2016, 2019). Il a notamment gagné une étape du Tour d'Italie 2013 et du Tour de France 2014. Il a également porté deux jours le maillot rose de leader du Tour d'Italie 2012 et a été médaillé de bronze du championnat du monde sur route 2015 à Richmond.

## Biographie

### Débuts cyclistes et carrière chez les amateurs
En 2007, Ramūnas Navardauskas est membre de l'équipe continentale belge Klaipeda-Splendid, qui comprend sept autres coureurs lituaniens et le directeur sportif Artūras Trumpauskas, payés par la ville lituanienne de Klaipėda. Il remporte le championnat de Lituanie sur route à dix-neuf ans. En 2008, il rejoint l'équipe continentale kazakhstan Ulan en compagnie de Trumpauskas et de cinq des Lituaniens de Klaipeda-Splendid. Au mois de septembre, il participe au contre-la-montre des moins de vingt-trois ans des championnats du monde sur route, et s'y classe 26e. En 2009, il est recruté par la nouvelle équipe continentale lituanienne Piemonte, dirigée par les Italiens Pietro Algeri et son fils Matteo. Cette équipe est cependant dissoute dès le mois d'avril,.
En 2010, Ramūnas Navardauskas court en France, au VC La Pomme Marseille, club de Division nationale 1. Il brille sur le calendrier de courses français et termine la saison à la première place du classement de la Fédération française de cyclisme. En Coupe de France des clubs, il est le coureur ayant apporté le plus de points à son équipe. Il se place sur le podium des championnats de Lituanie du contre-la-montre et de la course en ligne et remporte Liège-Bastogne-Liège espoirs. Aux championnats du monde en Australie, toujours dans la catégorie des moins de vingt-trois ans, il est 14e de la course en ligne et 30e du contre-la-montre.

### Carrière professionnelle

#### 2011-2016: six années couronnées de succès

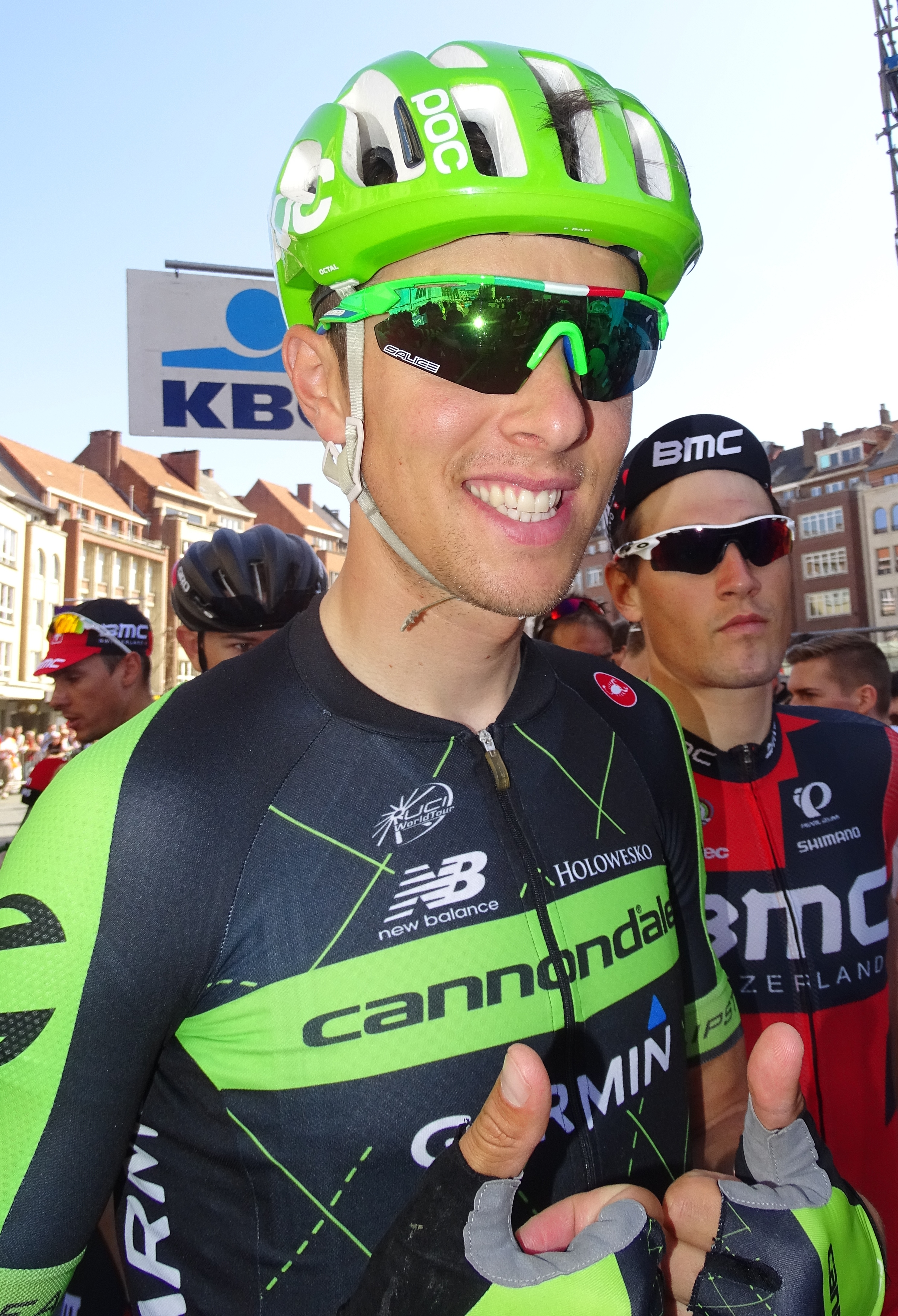
Navardauskas en 2015

Lors de sa première saison professionnelle au sein de l'équipe américaine Garmin-Cervélo, il participe à son premier Tour de France. Lors de la deuxième étape, son équipe remporte le contre-la-montre par équipes, sa première victoire dans un grand tour.
En 2012, pour sa première participation au Tour d'Italie, il remporte le contre-la-montre par équipes avec sa formation Garmin-Barracuda, il s'empare du même coup du maillot rose de leader et il le conserve pendant deux jours. Il termine finalement 137e du classement général.
Au premier semestre 2013, il s'adjuge la 2e étape du Tour de Romandie et la 11e du Tour d'Italie.
Au cours de l'été 2014, il remporte la dix-neuvième étape du Tour de France, à Bergerac en Dordogne. En attaquant dans la côte de Monbazillac à treize kilomètres de l'arrivée, il rejoint son coéquipier Tom-Jelte Slagter présent dans l'échappée matinale et fausse compagnie aux échappés dans la descente. Profitant d'une chute à trois kilomètres de l'arrivée, il s'impose avec sept secondes d'avance sur ses poursuivants. Il est le premier coureur lituanien à gagner une étape du Tour de France.

#### 2017-2018: deux années gâchées par des soucis de santé chez Bahrain-Merida
En 2017, il est engagé par la nouvelle équipe Bahrain-Merida. Il fait partie du premier « noyau » de coureurs retenus pour épauler Vincenzo Nibali au Tour d'Italie et réunis dès le début d'année pour cet objectif. Il commence sa saison en Argentine, au Tour de San Juan, dont il remporte la troisième étape, un contre-la-montre. C'est la première victoire de l'équipe Bahrain-Merida. La saison de Navardauskas ne comptera finalement que vingt-sept jours de course. Après une septième place au classement final du Tour de San Juan, il poursuit avec un rôle d'équipier au Tour d'Abou Dabi. Puis Ramūnas enchaîne avec de multiples abandons jusqu'à l'ultime étape du Critérium du Dauphiné, dernier jour de course de son année. Le Lituanien passe une série d'examens où lui est diagnostiquée une arythmie cardiaque. Le coureur se fait opérer et doit arrêter le cyclisme de compétition. Mais au mois de décembre, avec l'accord des médecins, il est de nouveau opérationnel et prend part à la concentration de sa formation en Croatie. Durant ses six mois de convalescence, il est resté actif, montant sur une bicyclette tous les deux, trois jours mais avec l'interdiction de dépasser les 120 pulsations par minute. Ramūnas Navardauskas attend avec impatience sa reprise de la compétition (qui aura lieu début 2018 en Australie) pour évaluer son état de forme. Il n'espère pas de résultats mais plutôt travailler pour l'équipe et s'améliorer de jour en jour. Puis, si tout va bien, en cours de saison, il ira chercher des résultats individuels.
Sélectionné pour représenter son pays aux championnats d'Europe de cyclisme sur route en août 2018, il se classe vingt-septième de l'épreuve contre-la-montre. Le même mois, il se classe deuxième du Baltic Chain Tour.

#### 2019-2020: fin de carrière chez Delko
En 2019, il s'engage en faveur de l'équipe continentale professionnelle Delko-Marseille Provence KTM qu'il avait rejoint en tant qu'amateur à ses débuts. En juin, il remporte un nouveau titre de champion de Lituanie sur route. Fin juillet, il est sélectionné pour représenter son pays aux championnats d'Europe de cyclisme sur route. Il s'adjuge à cette occasion la vingt-cinquième place du contre-la-montre individuel.
En 2020, il se classe quatrième du  championnat de Lituanie de cyclisme sur route remporté par son coéquipier Evaldas Šiškevičius. Il arrête sa carrière de coureur à l'issue de cette saison.

## Palmarès sur route

### Palmarès
| - 2005 - Champion de Lituanie du contre-la-montre juniors - 4e étape de la Coupe du Président de la ville de Grudziądz - 2006 - Prix des Vins Henri Valloton juniors - Prologue du Tour du Pays de Vaud - 3e du Tour du Pays de Vaud - 2007 - Champion de Lituanie sur route - Champion de Lituanie sur route espoirs - 2e étape du Tour de Liège - Zillebeke-Westouter-Zillebeke - 2e du Tour de Liège - 2009 - 3e du championnat de Lituanie du contre-la-montre - 2010 - Circuit méditerranéen - Liège-Bastogne-Liège espoirs - Tour du Périgord - Grand Prix Mathias Piston - 2e et 3e étapes du Tour de la Bidassoa - 2e étape de la Ronde de l'Isard d'Ariège - 3e étape du Tour d'Eure-et-Loir (contre-la-montre par équipes) - 2e étape des Boucles de la Mayenne - Classique Champagne-Ardenne - 2e de La Tramontane - 2e du Grand Prix de Saint-Étienne Loire - 2e du championnat de Lituanie sur route - 2e du Tour d'Eure-et-Loir - 3e de la Ronde du Canigou - 3e de La Durtorccha - 3e des Boucles de la Marne - 3e du championnat de Lituanie du contre-la-montre - 3e du Tour de la Bidassoa - 3e du Tour de Tolède - 9e du championnat d'Europe sur route espoirs - 2011 - Champion de Lituanie sur route - 2e étape du Tour de France (contre-la-montre par équipes) - 2e du championnat de Lituanie du contre-la-montre - 3e du Ster ZLM Toer | - 2012 - Champion de Lituanie du contre-la-montre - 4e étape du Tour d'Italie (contre-la-montre par équipes) - 2e étape du Tour du Qatar (contre-la-montre par équipes) - Grand Prix Marcel Kint - 2e du championnat de Lituanie sur route - 2e du Tour du Danemark - 8e du championnat du monde sur route - 2013 - 2e étape du Tour de Romandie - 11e étape du Tour d'Italie - 3e du championnat de Lituanie du contre-la-montre - 2014 - Champion de Lituanie du contre-la-montre - Circuit de la Sarthe : - Classement général - 3e étape - 19e étape du Tour de France - 3e du Grand Prix cycliste de Québec - 4e du Grand Prix cycliste de Montréal - 2015 - Champion de Lituanie du contre-la-montre - Classement général du Circuit de la Sarthe - 2e du championnat de Lituanie sur route - 3e du Grand Prix Ouest-France de Plouay - Médaillé de bronze du championnat du monde sur route - 2016 - Champion de Lituanie sur route - 2017 - 3e étape du Tour de San Juan (contre-la-montre) - 2018 - Tour de la mer Noire : - Classement général - 1re étape - 2e du championnat de Lituanie du contre-la-montre - 2e du championnat de Lituanie sur route - 2e du Baltic Chain Tour - 3e du Tour de Cappadoce - 2019 - Champion de Lituanie sur route |

### Résultats sur les grands tours

#### Tour de France
5 participations
- 2011 : 157e, vainqueur de la 2e étape (contre-la-montre par équipes)
- 2013 : 120e
- 2014 : 141e, vainqueur de la 19e étape
- 2015 : 143e
- 2016 : 134e

#### Tour d'Italie
3 participations
- 2012 : 137e, vainqueur de la 4e étape (contre-la-montre par équipes),  maillot rose pendant 2 jours
- 2013 : 87e, vainqueur de la 11e étape
- 2016 : 122e

### Classements mondiaux
| Année            | 2007 | 2008 | 2009  | 2010 | 2011 | 2012 | 2013 | 2014 | 2015 |
| ---------------- | ---- | ---- | ----- | ---- | ---- | ---- | ---- | ---- | ---- |
| UCI World Tour   |      |      |       |      | nc   | nc   | 102e | 41e  | 75e  |
| UCI Europe Tour  | 289e | 463e | 1196e | 94e  |      |      |      |      |      |
| UCI Oceania Tour |      |      |       | 71e  |      |      |      |      |      |

## Palmarès sur piste
- 2021
  - 2e du championnat de Lituanie de poursuite par équipes
  - 2e du championnat de Lituanie de vitesse par équipes
  - 3e du championnat de Lituanie de course aux points
- 2022
  -  Champion de Lituanie de poursuite
  -  Champion de Lituanie de poursuite par équipes (avec Justas Beniušis, Darijus Džervus et Svajūnas Jonauska)
  - 2e du championnat de Lituanie de vitesse par équipes

## Distinctions
- Sportif lituanien de l'année : 2015